# Porbase
PORBASE - Base Nacional de Dados Bibliográficos é o catálogo coletivo em linha das bibliotecas portuguesas. 

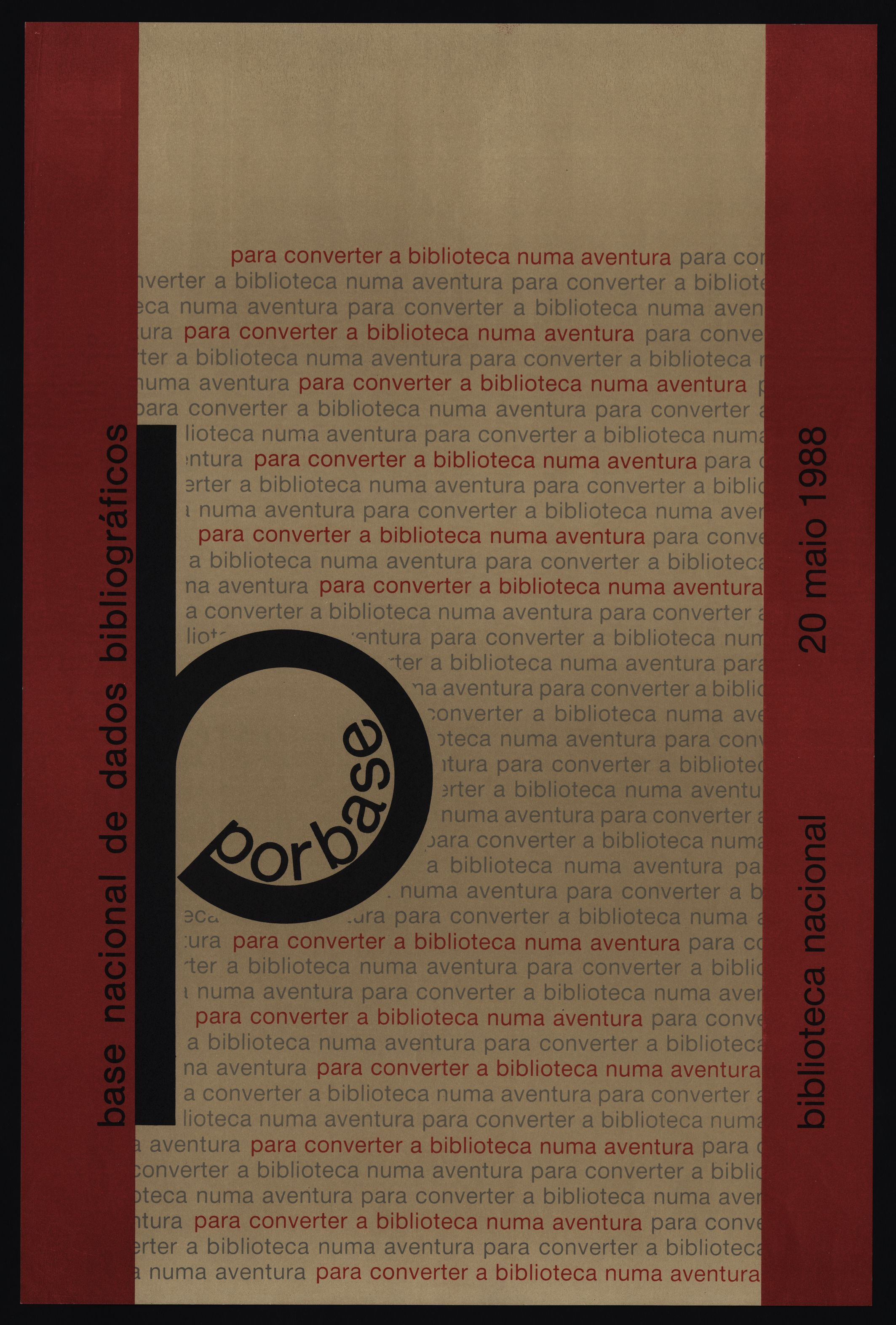
Cartaz de lançamento da PORBASE em 20 de maio de 1988

Estabelecida em 1986, a PORBASE é coordenada pela Biblioteca Nacional de Portugal (BNP) e está disponível ao público desde Maio de 1988, sendo atualmente a maior base de dados bibliográficos do país, que reflete não só as coleções da BNP como também de mais de duas centenas de bibliotecas portuguesas. É uma base de dados cooperativa, resultante da incorporação dos registos bibliográficos dos catálogos das diversas bibliotecas que nela participam, não tem fins lucrativos e pretende garantir e disponibilizar o acesso à informação bibliográfica de uma forma eficaz e descentralizada e servir de suporte à investigação e à difusão cultural.

## História
A PORBASE – Base Nacional de Dados Bibliográficos, nascida na sequência do processo de automatização da Biblioteca Nacional de Portugal, iniciado em 1985, foi criada pelo Despacho 180/86, do Ministério da Educação e Cultura e inaugurada a 20 de maio de 1988, com 60.000 registos bibliográficos.  
Em janeiro de 1987 a Biblioteca Nacional tinha dado início à catalogação automatizada dos seus fundos com o sistema CDS/ISIS, distribuído gratuitamente pela UNESCO e do qual assumira a função de Centro Distribuidor Nacional. Em maio do mesmo ano surge a Carta de princípios, que define a PORBASE como “Catálogo Coletivo das Bibliotecas Portuguesas, em linha, diariamente atualizado, e disponível para pesquisa por qualquer organismo nacional ou estrangeiro. É uma base de dados cooperativa, resultante da fusão dos catálogos das diversas bibliotecas que nela participam, não tem fins lucrativos e pretende garantir e disponibilizar o acesso à informação bibliográfica de uma forma eficaz e descentralizada.”.
Em Março de 1989, iniciava-se a chamada catalogação em linha com a aquisição do Sistema GEAC 9000 para suporte do catálogo PORBASE, que foi substituído em 1998 pelo Sistema Horizon.  
Em 2008, o catálogo da Biblioteca Nacional de Portugal foi separado da PORBASE, passando a existir como uma base de dados própria em que a sincronização para a PORBASE é feita diariamente.
Desde Abril de 2006, o conteúdo da PORBASE está disponível no Google Scholar permitindo que os recursos das bibliotecas portuguesas sejam pesquisados neste serviço especializado, especialmente vocacionado para o público académico.

## Funcionamento

[https://permalinkbnd.bnportugal.gov.pt/viewer/179589/?return=1&prev_next=0#page=1&viewer=thumb&o=info&n=0&q= Boletim PORBASE nº 1 (maio 1987)

Aberta à livre participação das bibliotecas portuguesas, a PORBASE assenta numa filosofia de cooperação com Regulamento próprio, visando otimizar os recursos disponíveis e a normalização das práticas profissionais na comunidade de bibliotecas e serviços de documentação portugueses. A adesão à PORBASE requer a adoção de determinados princípios e normas bibliográficas tal como definido genericamente da Carta de Princípios PORBASE.
Os registos bibliográficos contidos na PORBASE referenciam materiais bibliográficos diversos, nacionais e estrangeiros, sem restrições de âmbito temático ou cronológico. A dimensão atual da Base de Dados ronda 2.000.000 de registos bibliográficos, contendo também mais de 1.500.000 registos de autoridade. O crescimento médio anual da PORBASE, que é atualizada diariamente, é estimado em 40.000 registos bibliográficos.

## Publicações técnica e Comunicações
- Boletim PORBASE: Nº 1 (maio 1987) - nº 24 (abr. 1994); Série 2, nº 1 (maio 2004) - s. 2, nº 4 (dez. 2005)
- Diretivas técnicas PORBASE
- UNIMARC abreviado
- Recomendações para a construção de registos de autoridade de autor pessoa física
- 9ªs Jornadas PORBASE
- 10ªs Jornadas PORBASE